# Театральный проезд (Самара)
Театра́льный прое́зд расположен в Промышленном районе Самары.
Начало берёт от пересечения с Воронежской улицей и заканчивается пересечением с Краснодонской улицей.

## Здания
- Дом дружбы народов Самарской области
- Самарский долговой центр

## Транспорт
Движение общественного транспорта не осуществляется.

## Почтовые индексы
443009